# Sarcophrynium
Sarcophrynium es un género con seis especies de plantas herbáceas perteneciente a la familia Marantaceae. Es originario del oeste de África tropical hasta Uganda.

## Especies
- Sarcophrynium bisubulatum
- Sarcophrynium brachystachyum
- Sarcophrynium congolense
- Sarcophrynium prionogonium
- Sarcophrynium schweinfurthianum
- Sarcophrynium villosum